# Нагорна Лариса Панасівна
Лариса Панасівна Нагорна (14 червня 1932, Київ — 20 квітня 2019, Київ) — український етнополітолог, дослідник політичної історії України, доктор історичних наук (з 1975 року), професор, лауреат премії імені Д. Мануїльського (за 1987 рік).

## Життєпис
Народилася 14 червня 1932 року в Києві.
1955 року закінчила історичний факультет Київського державного університету імені Т. Г. Шевченка, у 1958 році — аспірантуру кафедри історії України цього ж вишу.
У 1959–1963 роках — редактор, заступник головного редактора Політвидаву України.
У 1963–1991 — старший науковий співробітник, завідувач сектором Інституту історії партії. Одночасно у 1965–1967 роках — заступник головного редактора «Українського історичного журналу».
З 1992 року — провідний, з 2000 по 2014 рр. — головний науковий співробітник Інституту політичних і етнонаціональних досліджень ім. І. Ф. Кураса НАН України.

## Причетність до репресій
В рамках погрому української інтелігенції 1972 року, радянські репресивні органи підняли питання щодо праці українського дисидента Івана Дзюби «Інтернаціоналізм чи русифікація?» 1965 року. За офіційною інформацією, ЦК КПУ постановою від 7 лютого 1972 року доручив комісії в складі А. Д. Скаби (голова), В. Ю. Євдокименка, Ю. О. Збанацького, В. П. Козаченка, Л. П. Нагорної, П. О. Недбайла, В. А. Чирка, М. З. Шамоти та П. Й. Ящука розглянути листа Івана Дзюби, адресованого першому секретарю ЦК КПУ Петру Шелесту та голові Ради Міністрів УРСР Володимирові Щербицькому, та додану до листа працю «Інтернаціоналізм чи русифікація?».
15 лютого 1972 р. «проаналізувавши згаданий лист та матеріал І. Дзюби, а також вивчивши матеріали зарубіжної антирадянської преси і радіо за період з 1966 по 1972 рік», комісія «прийшла до висновку, що підготовлений Дзюбою матеріал „Інтернаціоналізм чи русифікація?“ є від початку й до кінця пасквілем на радянську дійсність, на національну політику КПРС і практику комуністичного будівництва в СРСР». Також, серед іншого, члени комісії оголосили Дзюбу ворогом радянської влади, навісили на нього ідеологічне клеймо «українського буржуазного націоналіста», звинуватили його у злісному наклепі на компартійно-радянську владу, у солідаризації з ворогами радянської влади тощо. 1973 року, спираючись на висновки комісії, Київський обласний суд засудив Івана Дзюбу до 5 років ув'язнення і 5 років заслання..
Василь Стус стверджував що рецензія цієї комісії була «з відверто поліційними, кровожерними заявами», а про самих рецензентів, яких він називав «внутрішніми рецензентами КДБ», заявляв що «їхня вина в проведенні масових репресій така сама, як і штатних кагебістів. Вони такі самі душогуби, як слідчі і судді.»

## Наукова діяльність
Автор близько 400 друкованих праць присвячених етнічній і політичній історії, історії політичної думки, політичній культурології. Серед них:
- Українська ідея. Історичний нарис. Київ, 1995 (у співавторстві);
- Етнополітичний розвиток України: Досвід, проблеми, перспективи. Київ, 1997 (у співавторстві);
- Основи етнодержавознавства. Київ, 1997 (у співавторстві);
- Політична культура українського народу: історична ретроспектива і сучасні реалії. Київ, 1998;
- Нація і держава. Київ-Донецьк, 1998 (у співавторстві);
- Етнополітологія в Україні. Становлення. Що далі? Київ, 2002 (у співавторстві);
- Національна ідентичність в Україні. Київ, 2002;
- Політична історія України. XX століття. У 6 томах. Том 1. Київ, 2002 (у співавторстві);
- Політична мова і мовна політика: діапазон можливостей політичної лінгвістики. Київ, 2005;
- Регіональні версії української національної ідеї: спільне і відмінне. Київ, 2005 (у співавторстві);
- Регіональна ідентичність: український контекст. Київ, 2008;
- Соціокультурна ідентичність: пастки ціннісних розмежувань. Київ, 2011;
- Історична пам'ять: теорії, дискурси, рефлексії. Київ. 2012;
- Історична культура: концепт, інформаційний ресурс, рефлективний потенціал. Київ, 2014.

## Відзнаки та нагороди
- Орден княгині Ольги III ст. — За значний особистий внесок у державне будівництво, соціально-економічний, науково-технічний, культурно-освітній розвиток Української держави, вагомі трудові досягнення, багаторічну сумлінну працю (2016).[4]